# Yreina Cervantez
Yreina Cervantez, née en 1952 à Garden City au Kansas, est une artiste américaine et féministe chicana connue pour ses images multimédia, ses peintures murales et ses gravures. Elle a exposé aux niveaux national et international et son travail fait partie des collections permanentes du Smithsonian American Art Museum, Mexican Museum, du musée d'Art du comté de Los Angeles et du musée d'Art contemporain de Los Angeles.

## Biographie
Yreina D. Cervantez est née à Garden City, dans l'État du Kansas, et a grandi sur le Mont Palomar (en), en Californie. La mère de Cervantez était créative et a servi d'inspiration artistique à sa fille. Son enfance s'est passée dans des zones rurales ségréguées sur le plan culturel et l'exposition à l'attitude conservatrice de ces quartiers a inspiré Cervantez à rejoindre plus tard le mouvement Chicano. Plus tard, sa famille déménage dans le comté d'Orange.
Au lycée, elle s'est concentrée sur ses compétences en aquarelle. Cervantez a obtenu un Bachelor of Arts de l'université de Californie à Santa Cruz et en 1989 a obtenu un Master of Fine Arts à l'université de Californie à Los Angeles. Membre fondateur du collectif artistique de Los Angeles Self Help Graphics, Cervantez a passé six ans à travailler pour cette organisation à but non lucratif dédiée au soutien des œuvres d'art communautaires. En 1987, le travail de Cervantez est exposé à Chicago au musée national d'art mexicain. Son travail a également fait partie du projet CARA et de l'exposition itinérante qui a débuté en 1983 et s'est terminé en 1994. Cervantez fut aussi membre de la distribution du film féministe Define (1988) de O. Funmilayo Makarah. Entre 1990 et 1993, elle a travaillé comme coordinatrice à la Los Angeles Municipal Art Gallery. Cervantez est actuellement professeure émérite d'études chicano à l'université d'État de Californie à Northridge.

## Œuvre
L'œuvre de Cervantez comprend souvent un riche vocabulaire visuel qui s'inspire de l'histoire précolombienne, de la politique centraméricaine, du paysage urbain de Los Angeles et parfois d'elle-même, en tant que spectatrice de ce qu'elle peint. Elle chevauche deux mondes différents, l'un du présent et l'autre du passé, créant un espace visuel où les idéologies sont explorées et examinées. Elle utilise le langage visuel d'Aztlan pour créer un nouveau vocabulaire artistique.
Jugeant que les représentations artistiques des Hispaniques et latino-américains sont trop rares dans la culture populaire, Cervantez peint des portraits de femmes latino-américaines. Ses autoportraits sont devenus une partie importante de son travail ; ils montrent une artiste à la fois entière et fragmentée, correspondant à la représentation chicana dite nepantla (en). Cervantez utilise souvent la technique de l'autoportrait pour explorer l'identité culturelle. Dans plusieurs de ses autoportraits, elle continue de mélanger la culture contemporaine avec l'imagerie aztèque et mésoaméricaine. Cervantez utilise une grande partie de ce type d'iconographie du passé afin de mettre à jour les symboles et de créer une perspective féministe moderne. Ses figures féminines sont souvent décrites comme des « représentations inspirantes du rôle actif des femmes ». L'art de Cervantez vise également à suggérer au spectateur le fait que les Chicanos sont déjà dans leurs propres « patries ancestrales » et ne sont pas à proprement parler des « immigrants » aux États-Unis.
Cervantez a également créé de nombreuses peintures murales à grande échelle à Los Angeles et est considérée comme une pionnière du mouvement mural chicano. Elle a participé à la conception et à la peinture d'une partie de la Grande Muraille de Los Angeles, la plus longue fresque murale du monde. Cervantez a eu une influence majeure sur l'artiste Favianna Rodriguez qui, impressionnée par un cours de gravure qu'elle a suivi avec Cervantez, a quitté l'école pour devenir artiste à temps plein.

## Prix et récompenses
- 2022 : Prix Anonymous Was A Woman[16]